# Monoplano anular Lee-Richards

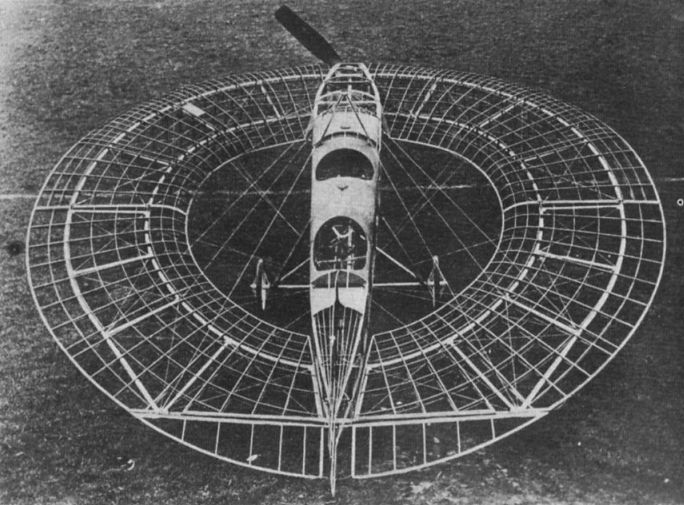
El primer monoplano durante su construcción.

Durante los años pioneros anteriores a la Primera Guerra Mundial, Cedric Lee y G. Tilghman Richards en el Reino Unido construyeron y volaron una serie de aviones con un novedoso ala plana en forma de anillo o anular. Construyeron tanto tipos biplanos como monoplanos, y en 1913 su primer monoplano demostró ser uno de los primeros ejemplos de avión estáticamente estable.

## Historia

### Biplano anular

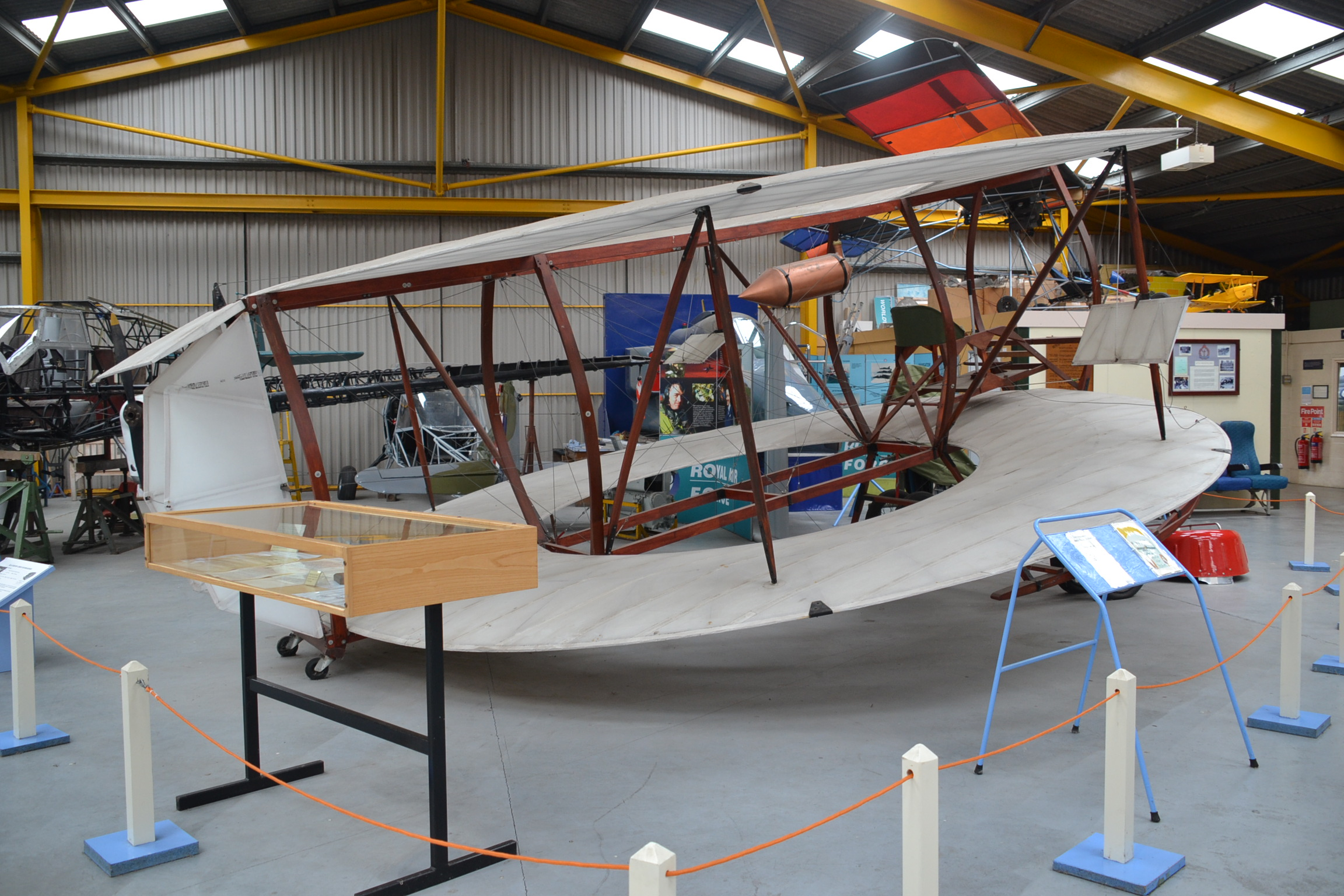
Réplica no voladora del biplano

Tras una serie de patentes sobre aviones de ala circular registradas por Williband Franz Zelger e Isaac Henry Storey, el ingeniero de calderas John George Aulsebrook Kitchen construyó un biplano de ala anular, pero no consiguió que volara. Más tarde registró su propia patente, mientras que él y Storey patentaron conjuntamente un tipo de multiplano completamente diferente.
Posteriormente, Kitchen vendió tanto la patente como la máquina a Cedric Lee, quien más tarde también adquiriría la patente de Zelger. Tilghman Richards se unió a Lee en 1910 y juntos terminaron el avión, equipándolo con un motor Gnome Omega de 50 HP (50,7 CV) en la parte delantera. La máquina se conoce con varios nombres, como «biplano anular de Kitchen» y «biplano anular de Lee-Richards». Las pruebas de vuelo realizadas en 1911 fueron decepcionantes. Ese otoño, el biplano quedó destruido en tierra por los fuertes vientos, cuando su hangar se derrumbó. 
Más tarde apareció una réplica no voladora en la película de 1965 «Those Magnificent Men in their Flying Machines» y ahora se exhibe en el Newark Air Museum.

### Planeador anular
Lee y Richards continuaron experimentando con modelos. Desarrollaron una forma con un ala inferior circular y un plano auxiliar sobre la mitad delantera del ala principal. Un planeador tripulado a tamaño real resultó ser un éxito. 

### Monoplanos anulares
Las pruebas con modelos de un nuevo diseño en el Laboratorio Nacional de Física dieron resultados prometedores, lo que sugería que un monoplano anular sería aerodinámicamente estable y tendría características de pérdida benignas. 
El primer monoplano a tamaño real realizó su vuelo inaugural en 1913 con Gordon England a los mandos. Se comprobó que era estable en el aire, pero era pesado en la cola y se estrelló cuando falló el motor. Gordon England sobrevivió para pilotar el siguiente. 
Se construyó un segundo ejemplar con las superficies de la cola modificadas. Fue pilotado por Gordon England, C. Gordon Bell y N. S. Percival. También era estable y, según los informes, agradable de volar. Bell lo estrelló posteriormente, pero también sobrevivió.
El tercer y último monoplano en volar fue modificado aún más y también resultó agradable de pilotar. Se utilizó con regularidad hasta el estallido de la guerra en 1914. El propio Lee intentó pilotarlo, pero solo consiguió estrellarlo en un lago antes de nadar hasta la orilla. 
En 1914 se estaban construyendo otros dos ejemplares con la intención de competir en la siguiente carrera aérea Gordon Bennett prevista, pero nunca se terminaron. 

### Trabajos posteriores
Tilghman Richards siguió promocionando las ventajas del ala anular, pero sin éxito. Mientras trabajaba para Beardmore en 1916, patentó un método de construcción mejorado. Pasó a trabajar para el Science Museum, Londres, donde se exhibe un modelo de un monoplano anular Lee-Richards. 
Durante la Primera Guerra Mundial, Lee terminó en la Royal Naval Volunteer Reserve (RNVR) y posteriormente murió en combate.

## El monoplano anular
El ala tenía la forma de un anillo plano o anillo, curvado para formar una sección en forma de perfil aerodinámico y con un diédrico ascendente que la elevaba progresivamente hacia las puntas. El borde de ataque de la parte delantera estaba inicialmente curvado hacia abajo para favorecer la elevación por vórtice sobre las superficies laterales y traseras.
El ala anular estaba atravesada por un fuselaje central que discurría entre las secciones delantera y trasera del ala. El ala estaba montada con un ángulo de incidencia significativo, con la sección delantera a la altura de la parte superior del fuselaje y la sección trasera a la altura de la parte inferior del fuselaje. La columna de aire que fluía a través del orificio central tenía por objeto mejorar la estabilidad del ala en vuelo.
En el diseño inicial, las superficies de control elevon (elevador y alerón combinados) se colocaron en el borde posterior de la sección trasera del ala, a ambos lados de un timón vertical. En la segunda máquina, los elevones se desplazaron hacia afuera y se colocaron elevones adicionales por encima de ellos, probándose diversas disposiciones. La tercera máquina conservó los elevones exteriores detrás de un ala modificada y descartó las superficies superiores.
Se previó espacio para dos tripulantes y se instaló un motor Gnome de 80 HP (60 kW) situado en la parte delantera, que accionaba una hélice tractora. El tren de aterrizaje era de tipo triciclo.
La forma circular permitió que la distancia entre las alas fuera menor que en un ala convencional, lo que hacía que el avión fuera aún más inusual para su época, ya que era más largo que ancho.